# Sant’Eufemia-bazilika (Spoleto)
A lombard román stílusban épült, Spoletóban álló Sant’Eufemia-bazilika római katolikus bazilika Olaszországban. A bazilika saját nevén szerepel, „cameoszereplő” a Don Matteo című televíziós sorozatban azzal a megszorítással, hogy a sorozat szerint a Gubbiói egyházmegye temploma, a valóságban viszont a Spoleto-Norciai főegyházmegyében található. Védőszentje Szent Eufémia.

## Története
A templom az egykor a longobárd uralom alatt álló spoletói hercegek palotájának falain belül emelkedett, amely az érseki palotává vált. Állítólag ezen a helyen élt a védőszent Szent Eufémia. A 8-9. század körüli emlékek szerint már állott egy templom a helyszíne. A templom mellett található bencés kolostor a 10. századból származik. A 12. századra a templomot a Palazzo Vescovile vette körül. Az egykor a főoltárban talált eredeti triptichon ma az Egyházmegyei Múzeumban található. Az apszis mennyezetén az Atyaistent és a kerubokat ábrázoló freskók a 15. századból származnak.

## Fordítás
Ez a szócikk részben vagy egészben  a   Basilica of Sant'Eufemia, Spoleto című angol Wikipédia-szócikk ezen változatának fordításán alapul.  Az eredeti cikk szerkesztőit annak laptörténete sorolja fel. Ez a jelzés csupán a megfogalmazás eredetét és a szerzői jogokat jelzi, nem szolgál a cikkben szereplő információk forrásmegjelöléseként.